# Karl Petau
Karl Petau (* 12. Oktober 1890 in Pirna, Königreich Sachsen; † 22. Januar 1974 in Düsseldorf) war ein deutscher Maler, Grafiker und Plakatkünstler.

## Leben
Petau besuchte die Kunstgewerbeschule Düsseldorf bzw. die Kunstakademie Düsseldorf. Dort war er Schüler von Fritz Helmuth Ehmcke und Ernst Aufseeser. Ab 1913 war er als freischaffender Künstler in Düsseldorf tätig, wo er dem Künstlerverein Malkasten angehörte. Zu seinem Freundeskreis zählte der Landschaftsmaler August Kathe (1900–1962).
In der Zeit des Nationalsozialismus war Petau obligatorisch Mitglied der Reichskammer der bildenden Künste.
Petau schuf Landschaftsbilder und Stadtansichten, die er auch als Ansichtspostkarten und in Buchform vermarktete. Als Werbegrafiker entwarf er Film- und Theaterplakate sowie Produktreklame. Für die Parfümmarke 4711 entwickelte er 1949 als Erster die bildliche Darstellung des Motivs Der Reiter in der Glockengasse.

## Teilnahme an Ausstellungen (unvollständig)
- 1932: Düsseldorf, Kunstpalast Düsseldorf („Düsseldorf-Münchener Kunstausstellung“)[5]
- 1939 und 1940: Düsseldorf, Kunsthalle („Herbstausstellung Düsseldorfer Künstler“)
- 1942: Düsseldorf („Frühjahrsausstellung“ der Gesellschaft zur Förderung der Düsseldorfer bildenden Kunst)